# In vivo
Az in vivo (latin: élőben) vizsgálatok azok, amelyek a különböző biológiai egységek hatásait egész, élő szervezeteken vagy sejteken – általában állatokon, beleértve az embert, és növényeken – vizsgálják, szemben szövetkivonattal vagy halott organizmussal. Ez nem tévesztendő össze az in vitro („üvegben”), azaz laboratóriumi környezetben, kémcsövek, Petri-csészék stb. segítségével végzett kísérletekkel. Az in vivo vizsgálatok példái: a betegségek patogenezise a bakteriális fertőzés és a tisztított bakteriális toxinok hatásainak összehasonlításával; a nem antibiotikumok, vírusellenes gyógyszerek és általában az új gyógyszerek kifejlesztése; és az új sebészeti eljárások. Következésképpen az állatkísérletek és a klinikai vizsgálatok az in vivo kutatás fontos elemei. Az in vivo vizsgálatokat gyakran alkalmazzák az in vitro vizsgálatokkal szemben, mert jobban alkalmasak arra, hogy megfigyeljék a kísérlet általános hatásait egy élő alanyon. A gyógyszerkutatásban például a hatékonyság in vivo ellenőrzése kulcsfontosságú, mivel az in vitro vizsgálatok néha félrevezető eredményeket adhatnak olyan gyógyszerjelölt molekulák esetében, amelyek in vivo nem relevánsak (például azért, mert az ilyen molekulák nem tudják elérni in vivo hatásuk helyét, például a májban történő gyors katabolizmus következtében).
Harry Smith angol mikrobiológus professzor és munkatársai az 1950-es évek közepén azt találták, hogy a Bacillus anthracis-szal fertőzött állatok szérumának steril szűrletei halálosak voltak más állatokra, míg ugyanezen organizmus in vitro termesztett tenyészfolyadékának kivonatai nem. A lépfene-toxin in vivo kísérletek segítségével történő felfedezése nagy hatással volt a fertőző betegségek patogenezisének vizsgálatára.
Az in vivo veritas („az élőben [van] igazság”) kifejezést az ilyen típusú vizsgálatok leírására használják, ami az közismert közmondás, az in vino veritas („a borban [van] igazság”) parafrázisa.

## Fordítás
Ez a szócikk részben vagy egészben  az   In vivo című angol Wikipédia-szócikk ezen változatának fordításán alapul.  Az eredeti cikk szerkesztőit annak laptörténete sorolja fel. Ez a jelzés csupán a megfogalmazás eredetét és a szerzői jogokat jelzi, nem szolgál a cikkben szereplő információk forrásmegjelöléseként.